# (1792) Reni
(1792) Reni – planetoida z pasa głównego planetoid okrążająca Słońce w ciągu 4 lat i 234 dni w średniej odległości 2,78 au. Została odkryta 24 stycznia 1968 roku w Krymskim Obserwatorium Astrofizycznym w Naucznyj na Półwyspie Krymskim przez Ludmiłę Czernych. Nazwa planetoidy pochodzi od miasta Reni na Ukrainie. Przed nadaniem nazwy planetoida nosiła oznaczenie tymczasowe (1792) 1968BG.